# Pangio cuneovirgata
Pangio cuneovirgata är en fiskart som först beskrevs av Raut, 1957.  Pangio cuneovirgata ingår i släktet Pangio och familjen nissögefiskar. Inga underarter finns listade i Catalogue of Life.